# Israël op het Eurovisiesongfestival 1979
Israël deed mee aan het Eurovisiesongfestival 1979 in Jeruzalem, Israël. De Israëlische kandidaat werd via een nationale finale gekozen. IBA was verantwoordelijk voor de Israëlische bijdrage voor de editie van 1979.

## Selectieprocedure
Er werd een nationale finale georganiseerd voor de kandidaat te kiezen. In totaal deden er 12 liedjes mee aan de finale en de winnaar werd gekozen door een jury.

## In Jeruzalem
In eigen land trad Israël op als 10de net na Duitsland en voor Frankrijk. Op het einde van de puntentelling bleek dat het als eerste was geëindigd met 125 punten. Het was nog maar de 2de keer dat een land hun titel met succes konden verdedigen. België had twee punten over voor het lied, Nederland gaf één punt.

### Gekregen punten

#### Finale
| 12 punten                                                                 | 10 punten     | 8 punten                          | 7 punten | 6 punten                |
| ------------------------------------------------------------------------- | ------------- | --------------------------------- | -------- | ----------------------- |
| - Finland - Ierland - Noorwegen - Portugal - Verenigd Koninkrijk - Zweden | - Spanje      | - Luxemburg - Monaco - Oostenrijk |          | - Denemarken            |
| 5 punten                                                                  | 4 punten      | 3 punten                          | 2 punten | 1 punt                  |
| - Zwitserland                                                             | - Griekenland |                                   | - België | - Frankrijk - Nederland |

### Punten gegeven door Israël

#### Finale
Punten gegeven in de finale:
| 12 punten | Denemarken  |
| 10 punten | Griekenland |
| 8 punten  | Spanje      |
| 7 punten  | Nederland   |
| 6 punten  | Duitsland   |
| 5 punten  | Frankrijk   |
| 4 punten  | Zwitserland |
| 3 punten  | Ierland     |
| 2 punten  | Noorwegen   |
| 1 punt    | Zweden      |

1973 · 1974 · 1975 · 1976 · 1977 · 1978 · 1979 · 1980 · 1981 · 1982 · 1983 · 1984 · 1985 · 1986 · 1987 · 1988 · 1989 · 1990 · 1991 · 1992 · 1993 · 1994 · 1995 · 1996-1997 · 1998 · 1999 · 2000 · 2001 · 2002 · 2003 · 2004 · 2005 · 2006 · 2007 · 2008 · 2009 · 2010 · 2011 · 2012 · 2013 · 2014 · 2015 · 2016 · 2017 · 2018 · 2019 · 2020 · 2021 · 2022 · 2023 · 2024 · 2025